# Gouvernement Jomaa
République tunisienne
Larayedh Essid
Le gouvernement Jomaa est le gouvernement de la Tunisie du 29 janvier 2014 au 6 février 2015. Succédant à celui d'Ali Larayedh à l'initiative du dialogue national, il est remplacé par celui de Habib Essid à l'issue des élections législatives et présidentielle de l'automne 2014.

## Formation
Le 9 janvier 2014, Ali Larayedh présente sa démission ainsi que celle de son gouvernement, qui continue de diriger le pays jusqu'à l'investiture de Jomaa. Le lendemain, Jomaa annonce dans une déclaration aux médias qu'il a rencontré le président Moncef Marzouki, qui l'a chargé de former un gouvernement.
Il félicite les initiateurs du dialogue national pour leur rôle, annonce que la nouvelle équipe serait composée de personnalités indépendantes et neutres et annonce qu'il fera son possible pour désigner son cabinet dans un court délai.
Le 26 janvier, il est à nouveau chargé de cette tâche alors qu'un consensus ne s'est pas fait sur le nom du ministre de l'Intérieur, ni sur l'article 19 de la loi constituante de 2011 relatif à la possible révocation d'un ministre par l'assemblée. En effet, ce dernier impose cette condition pour l'annonce de son gouvernement. Le 26, l'amendement de l'article relatif à la motion de censure contre le gouvernement ou l'un de ses membres est adopté, la majorité requise — absolue — étant modifiée à une majorité des trois cinquièmes.
Au lendemain de la signature de la Constitution, Jomaa présente son gouvernement à l'assemblée constituante, chargée de voter la confiance. Lors de cette séance, qui dure plusieurs heures, plusieurs constituants s'y opposent, accusant le cabinet de rassembler des partisans de l'ancien régime de Zine el-Abidine Ben Ali, tout en accusant aussi la ministre du Tourisme désignée de s'être rendue en Israël. Certains blocs parlementaires refusent quant à eux de soutenir le gouvernement, arguant qu'il est illégitime car issu du dialogue national.
Répondant à ces accusations, Jomaa déclare qu'il ne dispose pas d'un programme détaillé mais que plusieurs points sont importants : l'organisation d'élections transparentes, la sortie de la crise économique, la création d'emplois, la révision des nominations effectuées par les précédents ministres, la dissolution des Ligues de protection de la révolution ainsi que la lutte contre la corruption. Sur 193 votants, 149 votent la confiance, vingt votent contre et 24 s'abstiennent. Le lendemain, la passation des pouvoirs a lieu à Dar El Bey entre Jomaa et Larayedh.

## Composition
Le gouvernement se compose originellement des membres suivants, :

### Chef du gouvernement
| Image | Fonction             |  | Nom         | Parti       |
| ----- | -------------------- |  | ----------- | ----------- |
|       | Chef du gouvernement |  | Mehdi Jomaa | Indépendant |

### Ministres
| Image | Portefeuille                                                                          |  | Nom                     | Parti        |
| ----- | ------------------------------------------------------------------------------------- |  | ----------------------- | ------------ |
|       | Ministre de la Défense nationale                                                      |  | Ghazi Jeribi            | Indépendant  |
|       | Ministre de l'Intérieur                                                               |  | Lotfi Ben Jeddou        | Indépendant  |
|       | Ministre des Affaires étrangères                                                      |  | Mongi Hamdi             | Indépendant  |
|       | Ministre de la Justice, des Droits de l'homme et de la Justice transitionnelle        |  | Hafedh Ben Salah        | Indépendant  |
|       | Ministre des Affaires religieuses                                                     |  | Mounir Tlili            | Indépendant  |
|       | Ministre de l'Économie et des Finances                                                |  | Hakim Ben Hammouda      | Indépendant  |
|       | Ministre de l'Industrie, de l'Énergie et des Mines                                    |  | Kamel Ben Naceur        | Indépendant  |
|       | Ministre du Commerce et de l'Artisanat                                                |  | Nejla Moalla Harrouch   | Indépendante |
|       | Ministre du Tourisme                                                                  |  | Amel Karboul            | Indépendante |
|       | Ministre des Affaires sociales                                                        |  | Ahmed Ammar Younbaii    | Indépendant  |
|       | Ministre de l'Éducation nationale                                                     |  | Fathi Jarray            | Indépendant  |
|       | Ministre de la Santé                                                                  |  | Mohamed Salah Ben Ammar | Indépendant  |
|       | Ministre de l'Emploi et de la Formation professionnelle                               |  | Hafedh Laamouri         | Indépendant  |
|       | Ministre du Transport                                                                 |  | Chiheb Ben Ahmed        | Indépendant  |
|       | Ministre de l'Équipement, de l'Aménagement du territoire et du Développement durable  |  | Hédi Larbi              | Indépendant  |
|       | Ministre de la Jeunesse, des Sports, de la Femme, de l'Enfance et des Personnes âgées |  | Saber Bouatay           | Indépendant  |
|       | Ministre de la Culture                                                                |  | Mourad Sakli            | Indépendant  |
|       | Ministre de l'Enseignement supérieur, de la Recherche scientifique et des TIC         |  | Tawfik Jelassi          | Indépendant  |
|       | Ministre de l'Agriculture                                                             |  | Lassaad Lachaal         | Indépendant  |

### Ministres délégués
| Image | Portefeuille | Ministère de rattachement  |  | Nom              | Parti       |
| ----- | --- | -------------------------- |  | ---------------- | ----------- |
|       | Ministre auprès du chef du gouvernement chargé de la Coordination et des Affaires économiques et porte-parole du gouvernement | Présidence du gouvernement |  | Nidhal Ouerfelli | Indépendant |
|       | Ministre délégué chargé de la Sécurité nationale                                                                              | Ministre de l'Intérieur    |  | Ridha Sfar       | Indépendant |

### Secrétaires d'État
| Image | Portefeuille                                                                      | Ministère de rattachement        |  | Nom                       | Parti        |
| ----- | --------------------------------------------------------------------------------- | -------------------------------- |  | ------------------------- | ------------ |
|       | Secrétaire d'État chargé des Collectivités locales et des Régions                 | Ministère de l'Intérieur         |  | Abderrazak Ben Khelifa    | Indépendant  |
|       | Secrétaire d'État chargé des Domaines de l'État                                   |                                  |  | Mohamed Karim El Jamoussi | Indépendant  |
|       | Secrétaire d'État au Développement et à la Coopération internationale             |                                  |  | Noureddine Zekri          | Indépendant  |
|       | Secrétaire d'État à l'Environnement                                               | Ministre de l'Équipement         |  | Mounir Majdoub            | Indépendant  |
|       | Secrétaire d'État chargée des Affaires de la femme, de l'Enfance et de la Famille |                                  |  | Neila Chaabane            | Indépendante |
|       | Secrétaire d'État auprès du ministre des Affaires étrangères                      | Ministre des Affaires étrangères |  | Fayçal Gouiaa             | Indépendant  |
|       | Secrétaire d'État à la Gouvernance et à la Fonction publique                      | Présidence du gouvernement       |  | Anouar Ben Khelifa        | Indépendant  |

## Féminisation du gouvernement
Le gouvernement compte trois femmes sur 29 membres : Nejla Moalla Harrouch, ministre du Commerce et de l'Artisanat, Amel Karboul, ministre du Tourisme, et Neila Chaabane, secrétaire d'État chargée des Affaires de la femme, de l'Enfance et de la Famille.